# 藤本麻子
藤本 麻子（ふじもと あさこ、1990年5月28日 - ）は日本の女子プロゴルファー。岡山県津山市出身。岡山県作陽高等学校卒業。所属は三愛石油。

## 成績

### アマチュア
- 2006年 全国中学選手権（春季大会優勝）、日韓対抗中学・高校生ゴルフ選手権中学女子の部・優勝。
- 2007年 中国女子アマ3連覇に続き、中国ジュニアも制し、日本女子アマでベスト16入り。
- 2008年 全国高校ゴルフ選手権優勝
- 2009年 日本女子アマチュアゴルフ選手権競技優勝
- （アマチュア時代（高校生まで）のローアマ獲得回数13回）
- プロテスト一発合格

### プロ
- 2010年 フジサンケイレディス2位
- 2011年 伊藤園レディースでツアー初優勝

## 契約先
- 所属 - 三愛石油
- スポンサー - 富士通、プロギア、アーク・クエスト、オークリー、富士重工業
- クラブ - プロギア
- ウェア - オークリー
- シューズ - ナイキ
- 所属事務所 - フォロースルー